# Zindagi Na Milegi Dobara
Zindagi Na Milegi Dobara (en hindi: ज़िन्दगी ना मिलेगी दोबारा), conocida en español como Solo se vive una vez o Vida solo hay una, es una película india del año 2011, dirigida por Zoya Akhtar y producida por Farhan Akhtar y Ritesh Sidhwani de Excel Entertainment. La película relata las aventuras de tres amigos (Arjun, Imraan y Kabir) en su viaje por España en el que aprenden a aceptar sus diferencias y aprovechar las oportunidades.
La película tiene un reparto coral que incluye a Hrithik Roshan como Arjun, Abhay Deol como Kabir y Farhan Akhtar como Imraan. También en el reparto se encuentran Naseeruddin Shah, Kalki Koechlin, Katrina Kaif y Ariadna Cabrol.
La música y banda sonora ha sido compuesta por el trío Shankar-Ehsaan-Loy con Javed Akhtar como letrista. La película fue rodada en varios sitios incluyendo España, Londres y la India. El festival de la Tomatina fue recreado especialmente para el rodaje y vio la importación de más de 16 toneladas de tomates.
Con estreno mundial el 15 de julio de 2011, la película ha recibido críticas favorables y buenos resultados en taquilla.

## Argumento
La película comienza con Kabir (Abhay Deol) pidiendo el matrimonio a Natasha (Kalki Koechlin). Las familias se encuentran en la ceremonia de compromiso donde Imraan (Farhan Akhtar) y otros brindan por los novios. Natasha se entera de los planes de Kabir de ir de viaje por carretera por España con sus amigos del instituto Imraan y Arjun (Hrithik Roshan) y probar un deporte extremo de su elección. Sin embargo, Arjun, adicto a su trabajo y cuyo único objetivo es de ganar suficiente dinero para una jubilación anticipada a los 40, no muestra mucho interés por este viaje. Más tarde se sabe que la exnovia de Arjun le dejó por su misma obsesión por el trabajo. Por otro lado, Imraan tiene otro objetivo personal durante el viaje: encontrar a su padre biológico Salman (Naseeruddin Shah), un artista en España.
Finalmente salen en su viaje a España donde planean visitar la Costa Brava y las ciudades de Sevilla y Pamplona. Se encuentran con Laila (Katrina Kaif), una chica británica de origen indio, en la Costa Brava e Imraan comienza a coquetear con ella. Kabir revela que el deporte extremo de su elección es el buceo y se dan cuenta de que Laila es su instructora de buceo. Arjun, quien ni siquiera sabe nadar y teme a muerte el agua, es ayudado por Laila a superar su miedo y a explorar el mundo submarino. De pronto él se siente atraído por ella. Luego asisten al festival de la Tomatina en Buñol con Laila en donde se encuentran con una amiga de Laila, Nuria (Ariadna Cabrol), quien se enamora de Imraan. Natasha, quien sospecha de la relación entre Kabir y Laila, viaja hasta España donde se pelean. Imraan pasa tiempo con Nuria mientras Arjun y Laila expresan sus sentimientos.
Arjun, Imraan y Kabir visitan Sevilla donde practican el paracaidismo, elección de Arjun. Ahora es Imraan quien tiene que superar su miedo a las alturas. En un bar se meten en una pelea con un desconocido a quien intentaban hacerle una broma y terminan en la cárcel. Salman, el padre de Imraan, les paga la fianza y les lleva a su casa. Salman, en su conversación con Imraan, desvela que nunca quiso tener una vida sedentaria con hijos, al contrario que la madre de Imraan. Mientras tanto, Kabir admite enfrente de Arjun e Imraan que no está listo para casarse ya que encuentra cambios en Natasha tras su compromiso pero no quiere romperle el corazón cancelando la boda.
El trío sigue con su aventura final y más peligrosa: participar de un encierro de toros en Pamplona. Imraan sugiere crear un nuevo pacto: guardar sus promesas si vuelven vivos. Imraan promete publicar sus poemas, Arjun promete visitar Marruecos y casarse con Laila, Kabir promete decirle a Natasha que aún no está listo para casarse. Al final, tienen un mejor entendimiento de sus relaciones entre ellos mismos, con otros conocidos y, más importante, consigo mismos.
En los títulos finales aparecen Kabir, Imraan, Natasha y Nuria atendiendo la boda de Arjun y Laila en Marruecos.

## Reparto
- Hrithik Roshan es Arjun, un operador financiero que trabaja en una compañía en Londres. Arjun se crio sin padre y su objetivo en la vida es ser más importante y mejor que los demás rápidamente. Zoya Akhtar eligió a Hrithik Roshan para este personaje ya que es sin duda su actor favorito.[1]
- Farhan Akhtar es Imraan, trabaja en una compañía de publicidad en Delhi y le encanta la poesía. Imraan nunca se ha encontrado con Salman, su padre biológico. Zoya Akhtar ya había trabajado con Farhan Akhtar en su película debut como directora, Luck By Chance, por lo que pensó que Farhan Akhtar sabría exactamente lo que ella querría en la película y por eso lo eligió como Imraan.[2]
- Abhay Deol es Kabir, un hombre joven y rico que trabaja en la compañía de construcción de su padre en Mumbai. Kabir está comprometido con Natasha. Como Zoya Akhtar ya había elegido a Hrithik y Farhan para los personajes de Arjun e Imraan, necesitaba a «alguien que no sólo encaje bien con ellos visualmente sino que también aporte algo nuevo a la mesa». Eligió a Abhay por su amistad con el actor y porque ya había trabajado con él anteriormente en Honeymoon Travels Pvt. Ltd. de Reema Kagti.[2]
- Katrina Kaif es Laila, una británica de origen indio. Durante sus vacaciones trabaja como instructora de buceo en España. Tras audicionar a cientos de chicas extranjeras de origen indio en el Reino Unido y en los Estados Unidos, Zoya Akhtar eligió a Katrina Kaif ya que necesitaba a alguien de sangre mixta europea e india para el personaje de Laila.[1]
- Kalki Koechlin es Natasha, una decoradora de interiores nacida en una familia rica. Está comprometida con Kabir. Zoya Akhtar quería trabajar con Kalki desde que la vio actuando en Dev D y That Girl in Yellow Boots. Zoya pensó que Kalki encajaba en el papel de Natasha por tener «el sentido de comedia, pero no demasiado».[3]
- Naseeruddin Shah es Salman Habib, un artista en España y el padre biológico de Imraan. Dejó a Imraan y su madre en su juventud ya que nunca estaba preparado para tener un hijo y quería recorrer el mundo sin equipaje.
- Adriana Cabrol es Nuria, una amiga de Laila. Zoya Akhtar conoció a Ariadna a través de un director de casting y le eligió para el papel de Nuria porque le gustó su trabajo en la película catalana Eloïse del 2009.[2]
- Deepti Naval es Rahila, la madre de Imraan, quien crio a Imraan por sí sola desde que Salman les dejó.
- Suhel Seth es el padre de Natasha, un empresario multimillonario, poseedor de más de 10 mil millones de rupias en capital en su empresa de hoteles.

## Producción

### Desarrollo
El guion de la película, conocido al principio como «Running with the bulls» (en inglés: Corriendo con los toros), fue completado en tres meses, antes de noviembre de 2009. Zoya Akhtar y Reema Kagti incorporaron observaciones reales y decidieron poner la poesía de Javed Akhtar como voz superpuesta ya que pensaron que la poesía añadía profundidad al personaje de Imraan, quien también es un poeta en secreto, y le daban así una voz a sus sentimientos. La primera elección para el lugar donde se rodaría la película fue México pero más tarde optaron por España ya que las escenas finales cuentan con corridas de toros y Zoya quería un país que mezclaba historia, cultura y deportes.
Farhan Akhtar, quien es también hermano de Zoya y el protagonista de su película debut Luck By Chance, fue el primer actor en ser seleccionado como uno de los tres protagonistas en esta película. Al principio había rumores de que Imran Khan y Ranbir Kapoor serían los otros dos protagonistas pero rechazaron los papeles ya que querían protagonizar juntos en su propia producción. Hrithik Roshan y Abhay Deol fueron confirmados como los otros dos protagonistas ya que les gustó el guion. El reparto completo de la película se confirmó antes de abril de 2010.

### Rodaje
La mayoría del rodaje de la película, que comenzó en junio de 2010, fue en las ciudades de Barcelona, Pamplona y Buñol y Alajar un pequeño pueblo de Andalucía, en España, y en la ciudad de Mumbai en la India. El equipo siguió la ruta mostrada en la película ya que es una «Road Movie». El director de fotografía Carlos Catalán, quien había trabajado con Zoya previamente en Luck By Chance, quería que los tres protagonistas aparecieran bronceados para que la película pareciera más real.
Las escenas introductorias de Katrina fueron rodadas en una playa nudista; el equipo tuvo que pedir al público en la playa que se quedaran fuera del alcance de la cámara ya que sino la película tendría problemas con la junta de censura de la India. El festival de la Tomatina fue recreado para el rodaje de la canción Ik Junoon. Se usaron casi 16 toneladas de tomates importados desde Portugal durante el rodaje. La canción Señorita se rodó en Alájar, un pueblo en la provincia de Huelva. El equipo les avisó sobre el alto volumen de la canción ya que el rodaje se iba a hacer de noche. En el tercer día del rodaje, los habitantes del pueblo acudieron disfrazados y la alcalde de Alájar también estuvo presente. El clímax de la película se rodó en Pamplona con los famosos encierros de toros. Las escenas restantes se rodaron en Vashi y Alibag en Mumbai en diciembre de 2010.

### Edición
El estreno estaba planeado en principio para el 27 de mayo de 2011. La fecha fue retrasada hasta el 24 de junio y luego una vez más al 15 de julio ya que el editor de la película, Chandan Arora, se puso enfermo y tuvieron que volver a empezar la edición desde el principio.

## Música y banda sonora
El trío compositor Shankar-Ehsaan-Loy compuso la banda sonora de la película, su segunda colaboración con Akhtar después de Luck By Chance, mientras que la letra de las canciones fue escrita por Javed Akhtar. Para la voz de la canción con toque flamenco Señorita, el trío acudió a la cantante española María del Mar Fernández quien debutó en esta película. La canción también marcó el debut de Abhay Deol como cantante, quien cantó junto con los otros dos protagonistas, Hrithik Roshan y Farhan Akhtar. Los actores no fueron informados sobre la grabación; les dijeron que era sólo una práctica para que se sintieran más cómodos. Al final se utilizó gran parte de esto en la película ya que sonaba bien. Los versos en castellano de esta canción fueron escritos por Víctor Pérez, cantante y letrista del grupo de pop-rock Circodelia. Víctor ha colaborado con anterioridad en diversas producciones publicitarias.
Lista de canciones incluidas en el CD de audio:

Todas las letras escritas por Javed Akhtar, toda la música compuesta por Shankar-Ehsaan-Loy. 
| N.º   | Título                             | Cantante(s)                                                                      | Duración |  |
| 1.    | «Dil Dhadakne Do»                  | Shankar Mahadevan, Suraj Jagan, Joi Barua                                        | 3:51     |  |
| 2.    | «Ik Junoon (Paint It Red)»         | Shankar Mahadevan, Vishal Dadlani, Ehsaan Noorani, Alyssa Mendonsa, Gulraj Singh |          |  |
| 3.    | «Khwabon Ke Parindey»              | Mohit Chauhan, Alyssa Mendonsa                                                   | 4:13     |  |
| 4.    | «Señorita»                         | Farhan Akhtar, Hrithik Roshan, Abhay Deol, Maria del Mar Fernández               | 3:51     |  |
| 5.    | «Der Lagi Lekin»                   | Shankar Mahadevan                                                                | 5:57     |  |
| 6.    | «Sooraj Ki Baahon Mein»            | Loy Mendonsa, Dominique Cerejo, Clinton Cerejo                                   | 3:25     |  |
| 7.    | «Toh Zinda Ho Tum»                 | Farhan Akhtar                                                                    | 1:44     |  |
| 8.    | «Ik Junoon (Paint It Red)» (remix) | Shankar Mahadevan, Vishal Dadlani, Ehsaan Noorani, Alyssa Mendonsa, Gulraj Singh | 4:04     |  |
| 9.    | «Señorita» (remix)                 | Farhan Akhtar, Hrithik Roshan, Abhay Deol, Maria del Mar Fernández               | 4:23     |  |
| 36:27 |                                    |                                                                                  |          |  |